# ۱۰۹۹ (قمری)
۱۰۹۹ (قمری)، هزار و نود و نهمین سال در گاهشماری هجری قمری است. اول محرم این سال برابر با هفتم نوامبر سال ۱۶۸۷ میلادی است.